# Tapestries of Hope
Tapestries of Hope es una película documental estadounidense de 2010 que expone el mito de la limpieza, según el cual, si un hombre viola a una virgen, se curará del VIH/SIDA. La película se centra en la labor que la activista de los derechos humanos Betty Makoni ha realizado para proteger y apoyar a las jóvenes que han sido víctimas de abusos sexuales. Tapestries of Hope tiene como objetivo concienciar sobre el abuso generalizado sobre la mujer, así como dar a conocer los esfuerzos de la organización Girl Child Network y de su fundadora, Betty Makoni.
La película fue dirigida y coescrita por Michealene Risley y estrenada el 28 de septiembre de 2010 en más de cien teatros en los Estados Unidos.

## Sinopsis
La directora Michealene Risley viajó a Zimbabue para explorar el tema de las violaciones y el SIDA en el país. Anteriormente se había hecho amiga de Betty Makoni, una zimbabuense, y conoció su organización, The Girl Child Network, que tiene como objetivo capacitar a las niñas del país africano para que defiendan sus derechos y también proporcionar una red de protección para ellas.
Las historias fueron contadas por las niñas de Zimbabue y Makoni fue la principal protagonista de la película, quien ayuda a estas jóvenes a denunciar las atrocidades que han sufrido. Risley y su equipo fueron arrestados y encarcelados poco después de rodar cerca de 20 horas de material. La Oficina de Inteligencia de Zimbabue también llegó a incautar parte de la cinta. Sin embargo, el equipo logró recuperar las imágenes y abandondó el país al poco tiempo.

## Premios y reconocimientos
- 2010 - Mención especial en el Festival de Cine de Mónaco.
- 2010 - The Directors Guild of America, Serie "Director Finder".
- 2009 - WIFTS al Mejor Documental.
- 2009 - Premio Aloha en el Festival Internacional de Cine de Honolulu.
- 2009 - Mejor documental en el Festival Internacional de Cine de Louisville.
- 2009 - Premio a la excelencia en The Indie Fest.